# قلعه آق قلعه گلابر
بقایای قلعه آق قلعه گلابر مربوط به سده‌های میانه دوران‌های تاریخی پس از اسلام است و در شهرستان ایجرود، بخش مرکزی، دهستان گلابر، داخل بافت روستای گلابر واقع شده و این اثر در تاریخ ۱۵ دی ۱۳۸۷ با شمارهٔ ثبت ۲۴۰۸۹ به‌عنوان یکی از آثار ملی ایران به ثبت رسیده است.